# Spoorlijn Braunschweig - Gifhorn
De spoorlijn Braunschweig - Gifhorn is een Duitse spoorlijn in Nedersaksen en is als spoorlijn 1902 onder beheer van DB Netze.

## Geschiedenis
Het traject werd door de Braunschweiger Eisenbahngesellschaft geopend tussen 1890 en 1894.

## Treindiensten
De erixx verzorgt het personenvervoer op dit traject met RB treinen.
| Serie | Treinsoort           | Route                                           | Bijzonderheden             |
| ----- | -------------------- | ----------------------------------------------- | -------------------------- |
| RB 47 | Regionalbahn (Erixx) | Braunschweig Hbf – Gifhorn – Wittingen – Uelzen | Rijdt eenmaal per twee uur |

## Aansluitingen
In de volgende plaatsen is of was er een aansluiting op de volgende spoorlijnen:
Braunschweig Hauptbahnhof
DB 1730, spoorlijn tussen Hannover en Braunschweig
DB 1900, spoorlijn tussen Braunschweig en Helmstedt
DB 1901, spoorlijn tussen Braunschweig en Bad Harzburg
DB 1905, spoorlijn tussen Braunschweig West en Braunschweig Halzhof
DB 1912, spoorlijn tussen Braunschweig Rangierbahnhof en de aansluiting Okerbrücke
Braunschweig-Gliesmarode
DB 1722, spoorlijn tussen Celle en Braunschweig
DB 1953, spoorlijn tussen Braunschweig-Gliesmarode en Fallersleben
Gifhorn
DB 1962, spoorlijn tussen Gifhorn en Wieren
DB 6107, spoorlijn tussen Berlijn en Lehrte